# Nordwestufer der Rothsee-Hauptsperre
Das Nordwestufer der Rothsee-Hauptsperre ist ein Naturschutzgebiet am Rothsee (Hauptsperre) im mittelfränkischen Landkreis Roth.

## Lage
Das Naturschutzgebiet liegt am nordwestlichen Teil der Rothsee-Hauptsperre, etwa 2 Kilometer östlich von Eckersmühlen und 5 Kilometer südwestlich von Allersberg.

## Beschreibung
Es handelt sich um ein ausgewiesenes, 47 Hektar großes Naturschutzgebiet mit der Katasternummer NSG500.056.
Es ist eine Verlandungszone, die nach der Flutung des Rothsees ab 1993 wieder renaturiert wurde. Hier lassen sich die natürlich ablaufenden Populationswandel verschiedener Feuchtlebensräume gut beobachten.
Im Verlandungsbereich wechseln sich Flachwasserzonen und kleinere Inseln ab. Die entstandenen Uferzonen sind von den zum Teil starken Wasserstandschwankungen des Stausees abgekoppelt und fallen daher selten vollständig trocken.

## Flora und Fauna
Großseggenriede bilden zusammen mit Schilfröhrichten und Weidensträuchern einen geschützten Lebensraum für zahlreiche wassergebundene Tiere. Das Areal bildet einen Schutz- und Brutraum für Vögel wie die Graugans, den Haubentaucher und Rohrammer. Während der Vogelzugzeiten rasten hier weitere Vogelarten.

## Zugang
Der Rothsee ist vollständig mit einem umlaufenden Rad- und Fußweg erschlossen, der auch direkt an der Nordgrenze des Schutzgebiets entlangführt. Es ist mit einem Zaun und teilweise naturnah mit einer Baumwurzelbarriere versperrt. Die Lebensräume sind vom Weg her einsehbar, ein Zutritt zu dem Schutzgebiet selbst ist nicht gestattet. Nahe dem Areal befindet sich im Süden ein  Aussichtspavillon mit Informationstafeln.
Im Frühjahr und Herbst ist ein Besuch zur Vogelbeobachtung besonders lohnend.
Zum Teil kostenpflichtige Parkmöglichkeiten befinden sich an der Schleuse Eckersmühlen, am Segelzentrum nahe Heuberg und am Damm zwischen der Haupt- und Vorsperre bei Birkach.
Mit dem  ÖPNV (VGN) ist die Anreise z. B. über Allersberg und Birkach möglich. Von dort sind es auf dem Uferweg etwa 15 Minuten zu Fuß.

## Umgebung
Im östlichen Teil der Rothsee-Vorsperre liegt mit der etwa 3 Kilometer entfernten Stauwurzel des Rothsees ein weiteres Naturschutzgebiet. Zusätzlich befindet sich nahe am Naturschutzgebiet eine Umweltstation des Landesbundes für Vogelschutz in Bayern e. V.
Die Umgebung des Rothsees bietet zahlreiche Freizeitmöglichen wie Segeln, Surfen, Baden, Radfahren und Wandern. Am Sportboothafen befinden sich ein Badestrand und ein Gastronomiebetrieb.

## Bildergalerie

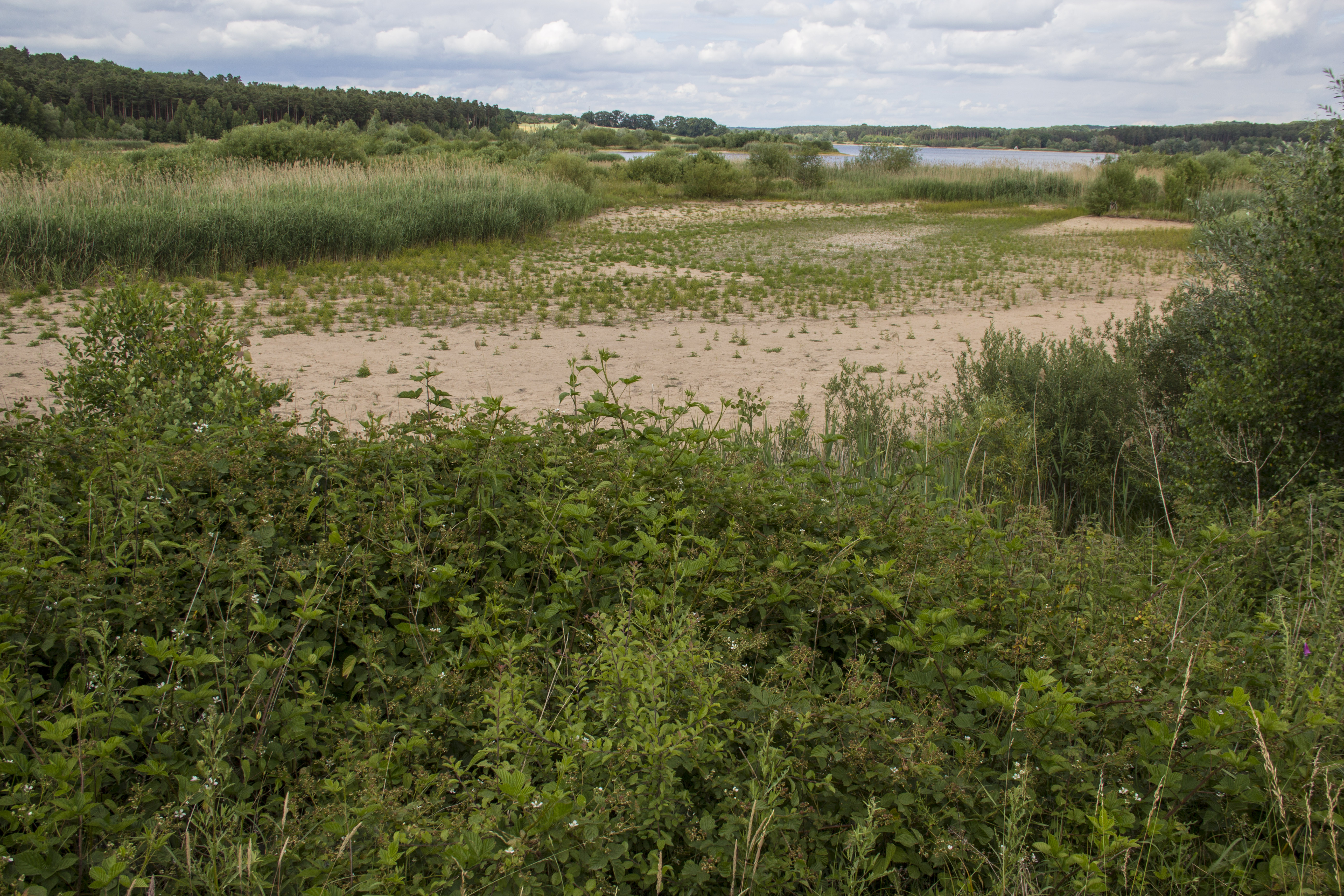
Trockengefallene Flachwasserzone, Juni 2014
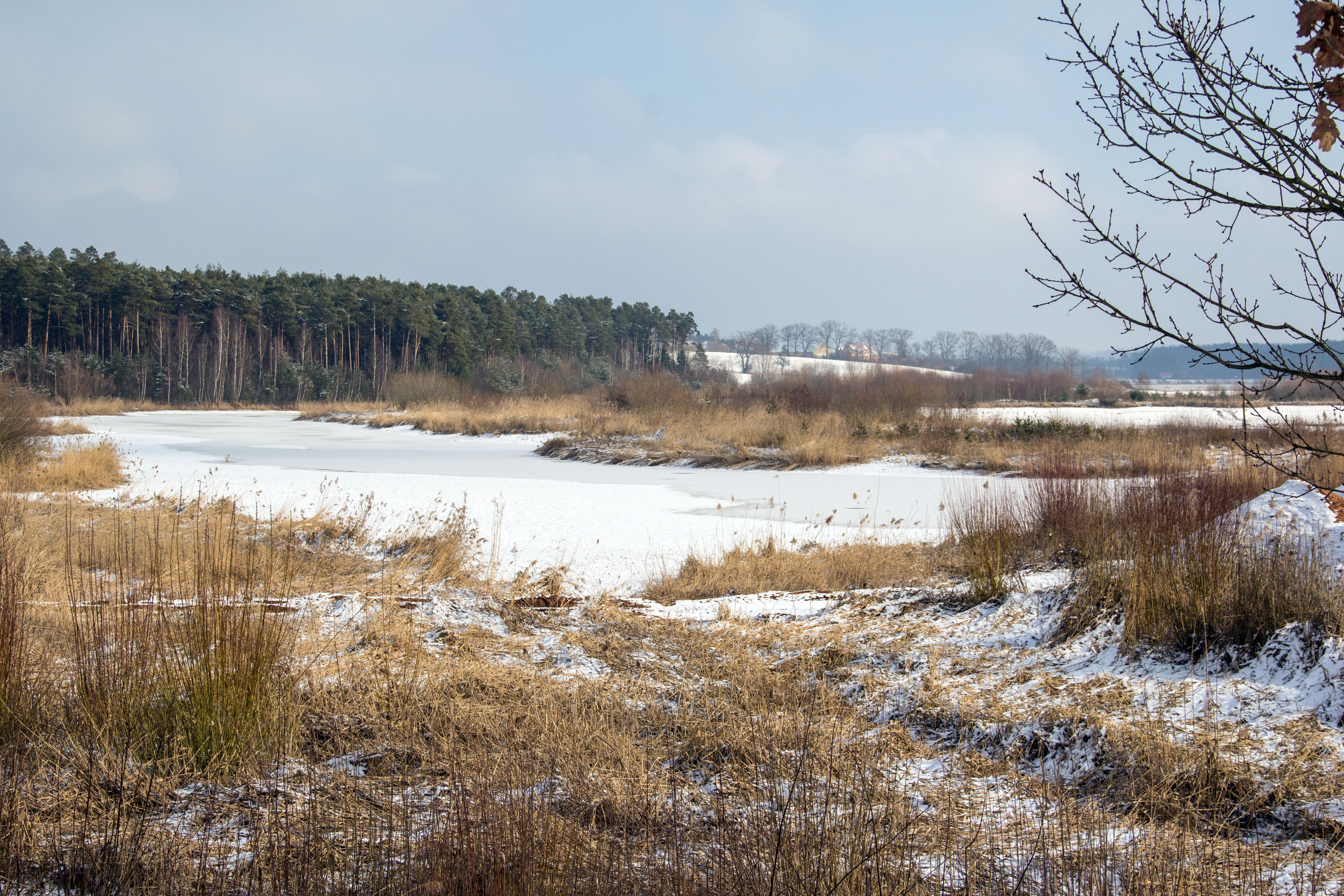
Großseggenriede im Winter
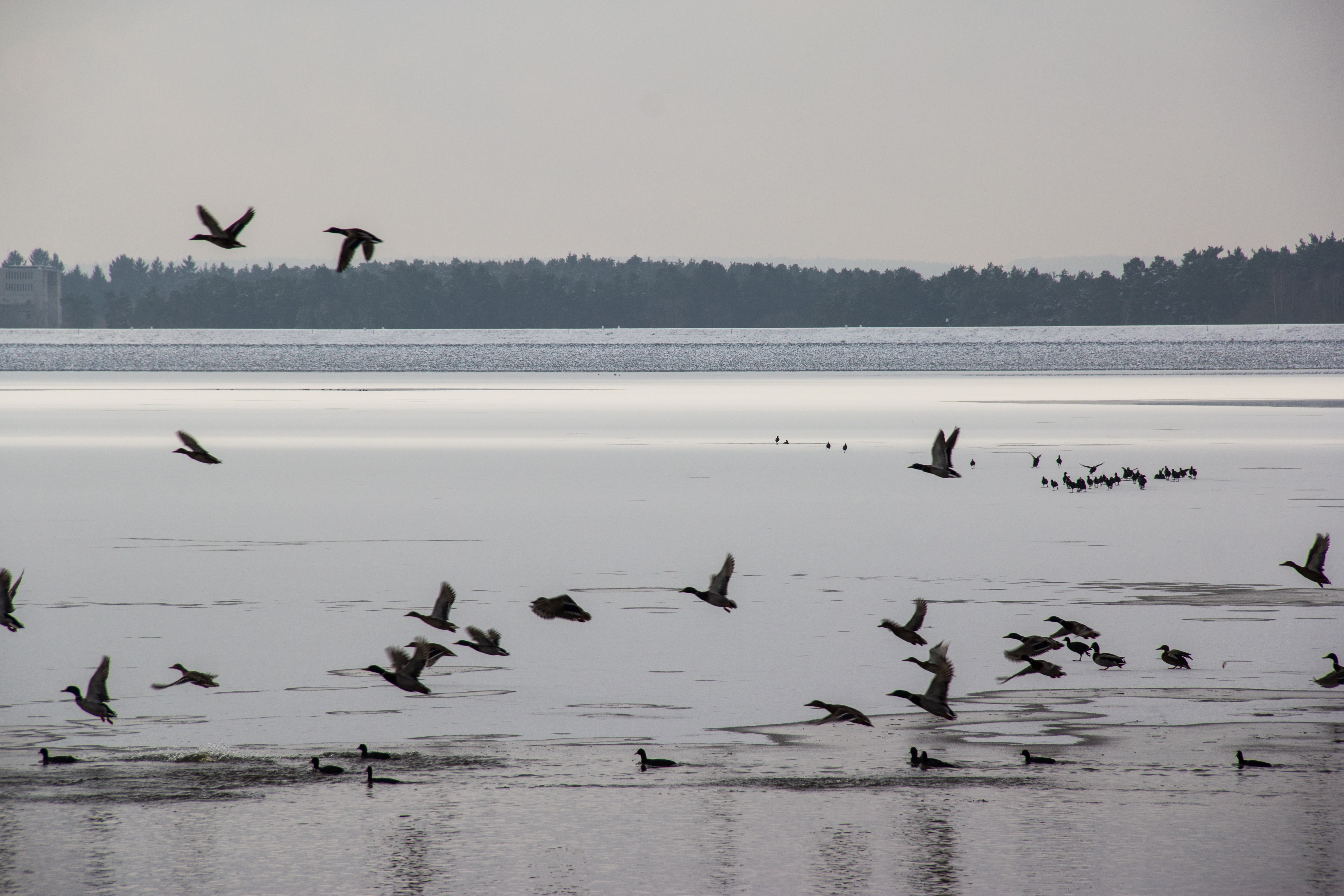
Vogelflug im Winter
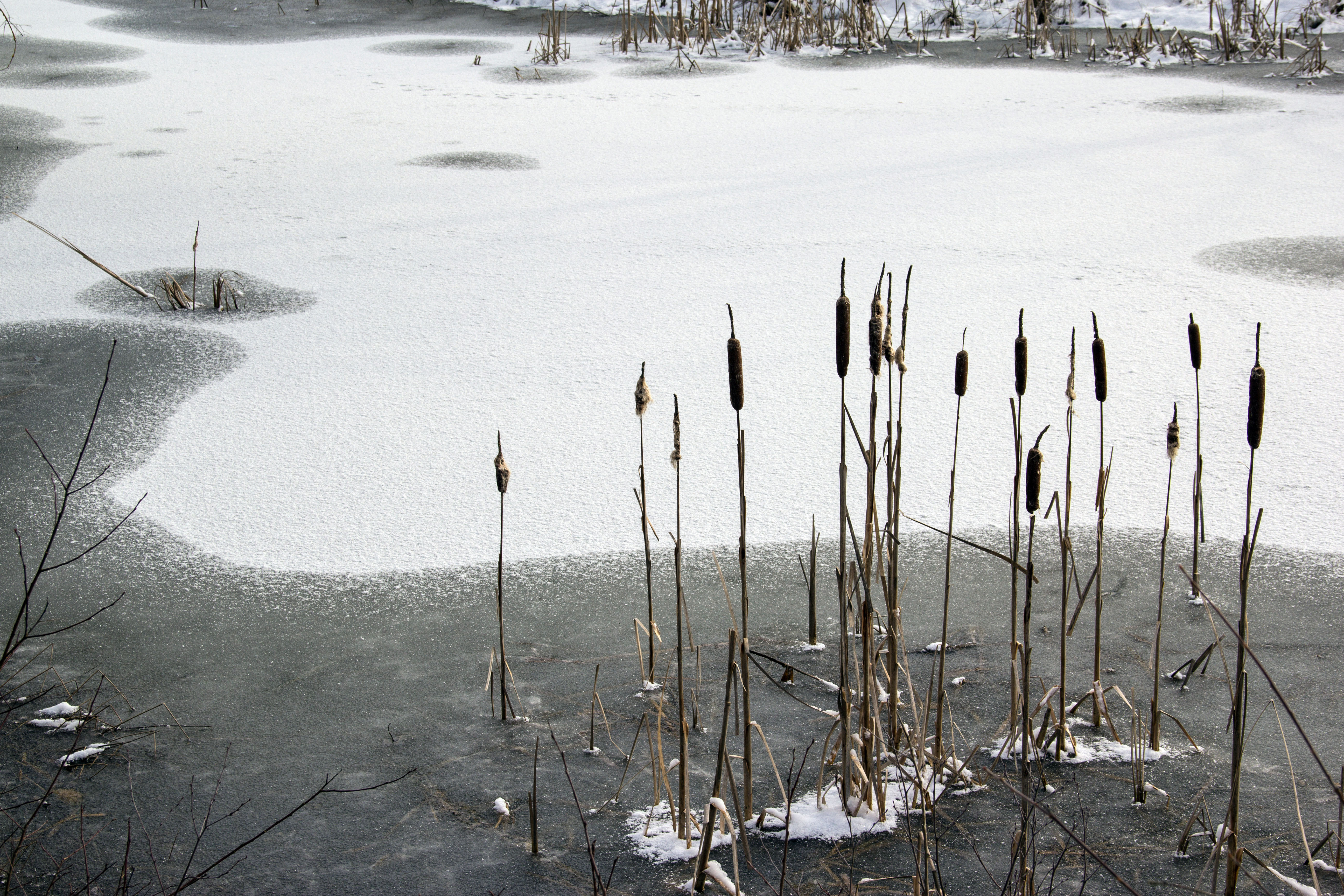
Flachwasserzone mit Schilf
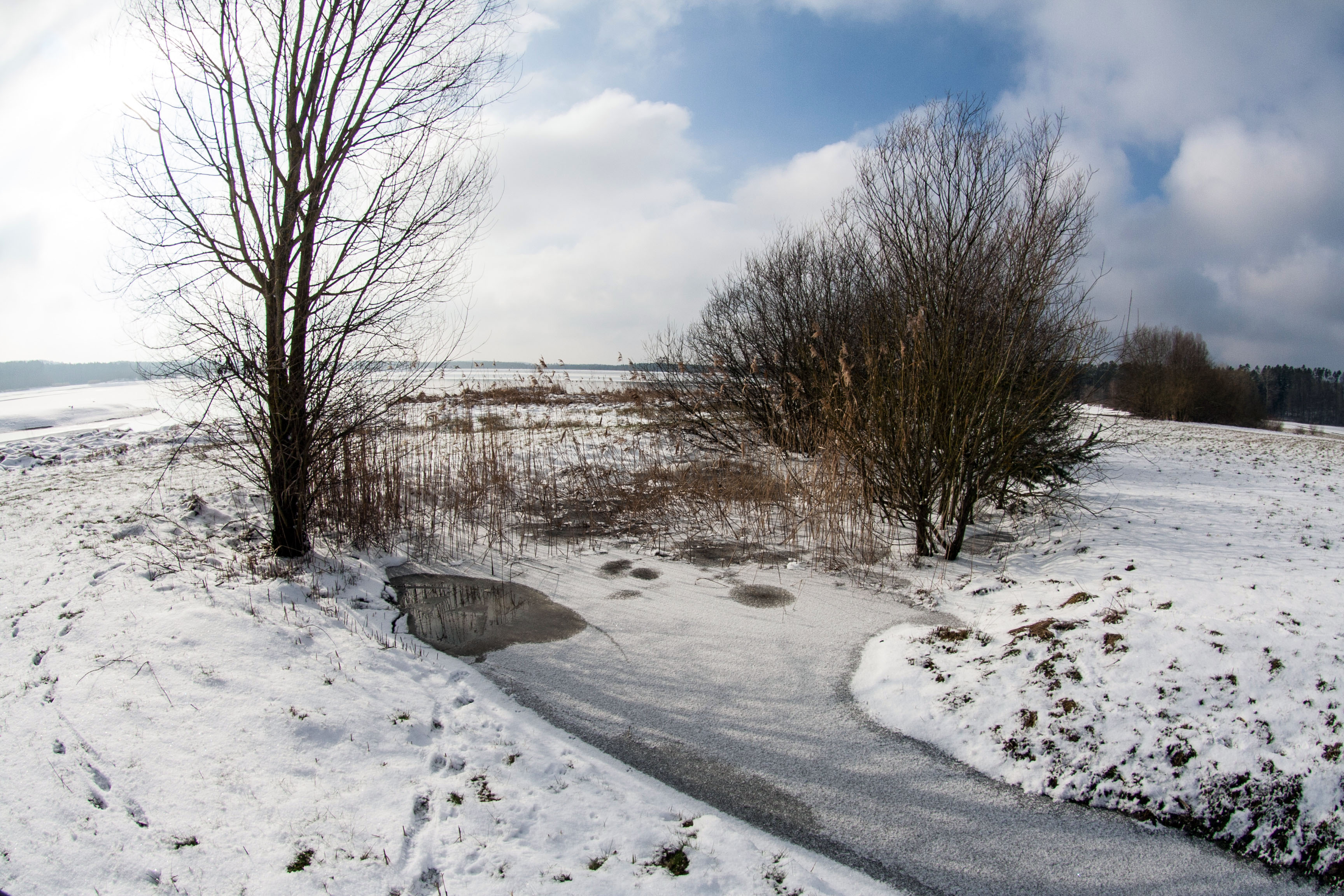
Tümpel in der Flachwasserzone